# Rossz csillag alatt született
Rossz csillag alatt született è un album in studio del musicista breakcore canadese Venetian Snares, pubblicato nel 2005. 
Il titolo dell'album e quelli delle tracce sono in lingua ungherese.

## Tracce
1. Sikertelenség – 0:41
2. Szerencsétlen – 4:55
3. Öngyilkos vasárnap – 3:26
4. Felbomlasztott mentőkocsi – 3:44
5. Hajnal – 7:46
6. Galamb egyedül – 1:36
7. Második galamb – 6:01
8. Szamár madár – 5:49
9. Hiszékeny – 1:39
10. Kétsarkú mozgalom – 8:50
11. Senki dala – 2:16